# Sindicância
No meio jurídico, entende-se por sindicância (do grego σύνδικος [sýndikos], "patrocinador da justiça") qualquer processo administrativo pelo qual servidores são incumbidos de realizar uma investigação administrativa, reunindo num caderno processual as informações obtidas, com o objetivo de esclarecer um determinado ato ou fato cujo esclarecimento e apuração são de interesse da autoridade que determinou sua instauração.
Tem também como finalidade apurar os fatos para que não haja uma injustiça contra qualquer pessoa, prejudicando, assim, a imagem ou a moral da empresa, repartição e/ou pessoa.

## No Direito Civil
Para o Direito Civil, no que tange aos institutos da Tutela e da Curatela, as Sindicâncias são atividades de natureza psicossocial realizadas periodicamente pela Equipe Técnica do Ministério Público mediante autorização do Promotor de Justiça.
Psicólogos e/ou assistentes sociais fazem visitas a domicílios, entrevistando pessoas do convívio do indivíduo (a ser tutelado/curatelado) e familiares realizando um estudo psicossocial buscando conhecer o cotidiano do mesmo, sua qualidade de vida, sua relação para com os familiares e sociedade. Esse relatório feito por esses profissionais tem por escopo o "patrocínio a justiça", ou seja, retrata a realidade do indivíduo (a ser tutelado/curatelado) com maior riqueza de detalhes e com imparcialidade, auxiliando nas decisões dos Promotores de Justiça.